# Basic Element
Basic Element je švédská eurodance skupina působící v polovině 90. let 20. století, která se v roce 2005 vrátila a začala vydávat nový materiál.
Skupina působila ve Švédském Malmö ve složení: rapper a zpěvák Peter Thelenius (Petrus), klávesista Cesar Zamini, akordeonista Branko Nuss, a zpěvačka Zetma Prembo.
Později ve skupině působily zpěvačky Saunet Sparell, Marie Fredriksson (nezaměňovat ze zpěvačkou Roxette Marie Fredriksson) a Andrea Myrander.
V současnosti ve skupině působí jen Peter Thelenius (Petrus) a Jonas Wesslander.

## Historie
Peter Thelenius a Cesar Zamini založili skupinu v roce 1992. Zpěvačku Zetmu objevily přes úřad práce.
V roce 1993 podepisují smlouvu s EMI Records, kde vydávají svůj první singl Move Me.
Následující rok navazují na singl Move Me hitem The Promise Man, se kterým dosáhli 1. místa ve Švédské hitparádě.
Následuje album Basic Injection a další diskotékové hity Touch a Leave It Behind.
V roce 1995, opouští Zetma skupinu (kvůli těhotenství), a na její místo nastupuje Saunet Sparell. Vydávají nové album The Ultimate Ride (obsahující hity The Ride a The Fiddle). Petr a Caesar začínají mít neshody ohledně budoucnosti kapely, což vrcholí odchodem Cesara ze skupiny. Peter poté pokračuje s kapelou sám. Třetí album Star Tracks zvukově připomíná disko 70. let. Poté skupinu opouští i Saunet Sparell protože, jak řekla, Theleniusovi záleželo jen slávě, a tak projekt "Basic Element" na čas opouští scénu.
V roce 1997, vydává Peter sólové album Trust Then Pain pod jménem „Petrus“. Basic Element se vrací o rok později s novým albem The Earthquake (které obsahuje klasický zvuk eurodance) a novou zpěvačkou Marií Fredriksson (nezaměňovat ze zpěvačkou Roxette Marie Fredriksson).
Od roku 1999, si oba dva členové dávají dlouhou přestávku, ale v roce 2005 se skupina již podruhé vrací, tentokrát s předělávkou jejich hitu z roku 1995 This must be a dream, a s novým členem, Mathiasem Olofsonem. V únoru 2006, vydávají nový singl Raise the Gain s trochu odlišným zvukem. Dne 7. února 2007, skupina vydává comebackové album The Empire Strikes Back. Později v roce 2007, opouští Marie Fredriksson kapelu a je nahrazena Andreou Myrander a přichází i rapper Jonas Wesslander . Další album vydávají v roce 2008 jmenuje se The Truth. Poté skupina vydává nový singl Got U Screaming (2010). Mezi lety 1994 - 2009 vydala skupina 6 alb po celém světě a prodala více než 1,5 milionů nahrávek.
V Lednu 2011, bylo na domovské stránce kapely oznámeno že Andrea Myrander oficiálně skupinu opouští. O několik měsíců později, přesněji v květnu 2011, proběhlo během koncertu oznámení o vydání nového singlu Turn Me On. Byl zveřejněn na YouTube 27. května.

## Diskografie

### Alba
- Basic Injection (1994)

1. Intro 0:58
2. The promise man 4:05
3. Leave it behind 3:46
4. I want U 3:23
5. Touch 3:43
6. Lights'n fire 4:11
7. Move me 3:46
8. Another day 3:39
9. How to come close to U 4:43
10. Move dat body 3:31
11. The promise man ( Rod JJ euroclub mix) 4:24
12. Touch ( extended remix) 6:52
- The Ultimate Ride (1995)

1. The Fiddle 3:52
2. This Must Be A Dream 3:48
3. Spit It Out 3:35
4. The Ride 4:08
5. Respect 3:20
6. Vision Of My Mind 3:57
7. Revolution 4:27
8. Somebody Watchin' 3:34
9. Queen Of Love 4:16
10. The Cross 4:41
11. Who's That Boy 5:03
12. The Ride (sex-ride mix) 5:40
13. The Fiddle (rippin' fiddle mix) 6:05
14. Rule Your World 4:02
- Star Tracks (1996)

1. Boys 4:10
2. Shame 4:02
3. Take Me Up 4:11
4. Talk To Me 4:10
5. Night Eyes 4:21
6. If I Had Wings 4:11
7. Rule Your World 4:03
8. Give Me The Vibes 4:11
9. Heaven Cant Wait 4:50
10. Cant Forgive You 4:10
11. Shame (Dog Shit Nasty Club Mix) 5:46
- The Earthquake (1998)

1. Secret Love 4:01
2. Love 4 Real 3:22
3. Life In Vain 4:19
4. Deep Down 3:21
5. Meant To Be 4:10
6. Trippin' On A Fantasy 3:55
7. Strike It Up 3:46
8. Rok The World 3:47
9. Do You Believe 4:07
10. Earthquake Theme 4:26
11. A Prayer For The Dying 3:23
12. China In Your Hand 4:17
13. Listen To Your Heart 4:10
14. Rok The World (Overdrive Mix) 5:08
15. Rok The World (Back To Basic Mix) 3:54
16. Rok The World (Instrumental) 4:18
17. Love 4 Real (Latin Mix) 4:41
- The Empire Strikes Back (2007)

1. Intro (Intro-Wire) 1:03
2. I'll Never Let You Know 3:50
3. Entourage 3:36
4. Raise The Gain 3:24
5. To You 3:10
6. Nowhere To Run 4:01
7. Devotion 4:12
8. Why 4:18
9. Out Of This World 3:34
10. Chance 3:44
11. Alive 4:58
12. Hot Wire 3:15
13. The Empire Strikes Back Mix-Tape (Basic Element Vs. Alex Moreno) 9:26
- The Truth (2008)

1. The Truth Interlude 1:07
2. Touch You Right Now 3:14
3. Rage 2:32
4. Game Over 2:55
5. Turn Around 3:07
6. Not With You 3:25
7. Feelings 3:23
8. You're Gone 3:56
9. The Bitch 3:08
10. To You 2008 3:09
11. I'll Never Let You Know 2008 3:48
12. Raise The Gain 2008 3:21
13. The Truth 3:37

### Singly
- Move Me (1993)
- The Promise Man (1993)
- Touch (1994)
- Leave It Behind (1994)
- The Ride (1995)
- The Fiddle (1995)
- This Must Be A Dream (1995)
- Queen Of Love (1995)
- Shame (1996)
- Rule Your World (1996)
- Heaven Can't Wait Just For Love (1996)
- Rok The World (1998)
- Love 4 Real (1999)
- This Must Be A Dream (re-issue) (2005)
- Raise The Gain (2006)
- I'll Never Let You Know (2006)
- To You (2007)
- Feelings (2008)
- Touch You Right Now (2008)
- The Bitch (2009)
- Got U Screaming (2010)
- Turn me on (2011)